# Funda nòrdica

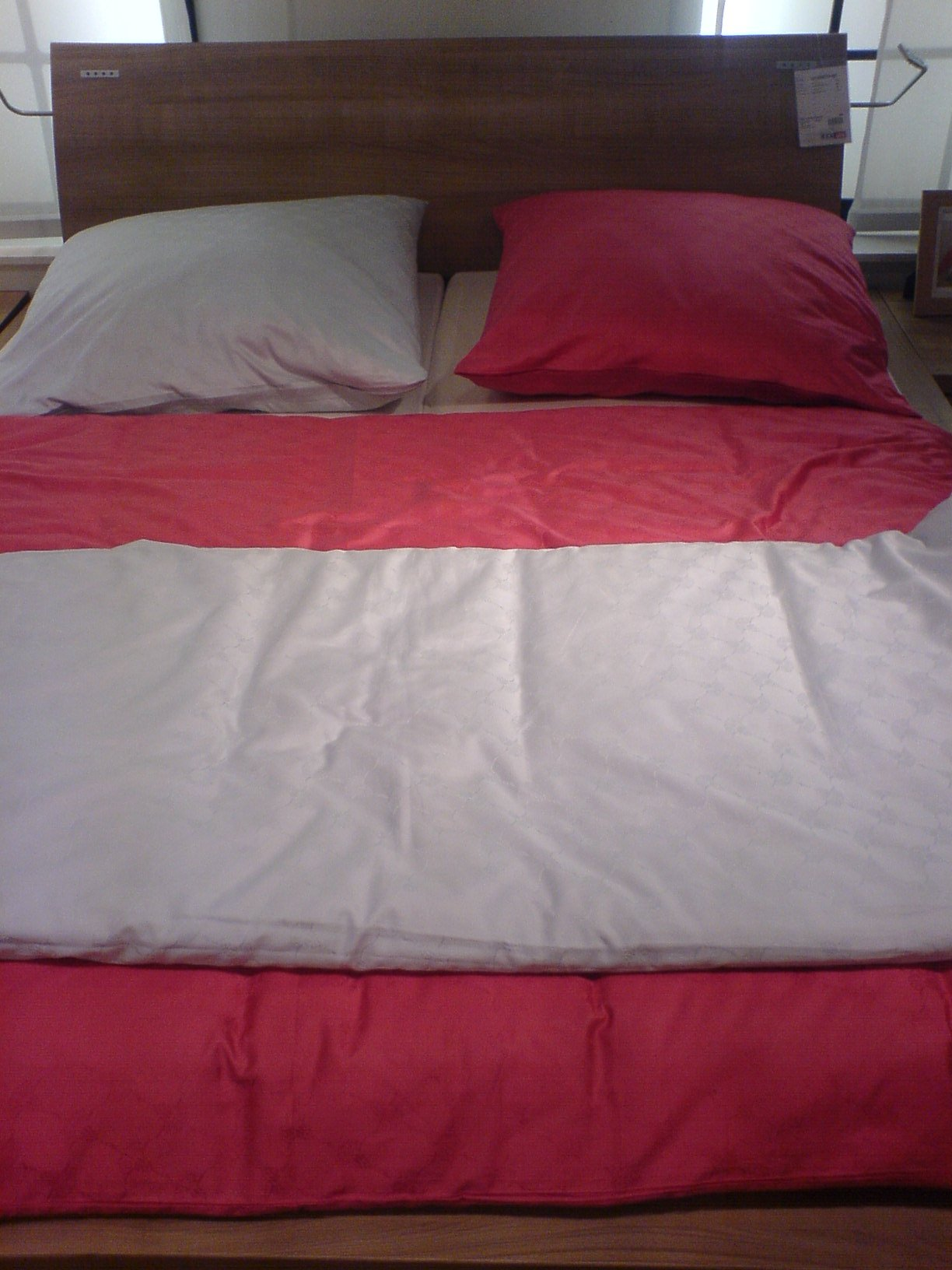
Funda nòrdica

Una funda nòrdica és una funda de tela dintre de la qual s'hi pot posar l'edredó. De fet actua com un cobrellit que té dues funcions principals: donar calor i decorar l'habitació. També se la denomina funda-edredó o edredó nòrdic. La principal diferència amb l'edredó és que aquest és una peça encoixinada i a la funda cal posar-hi un farciment.

## Ùs

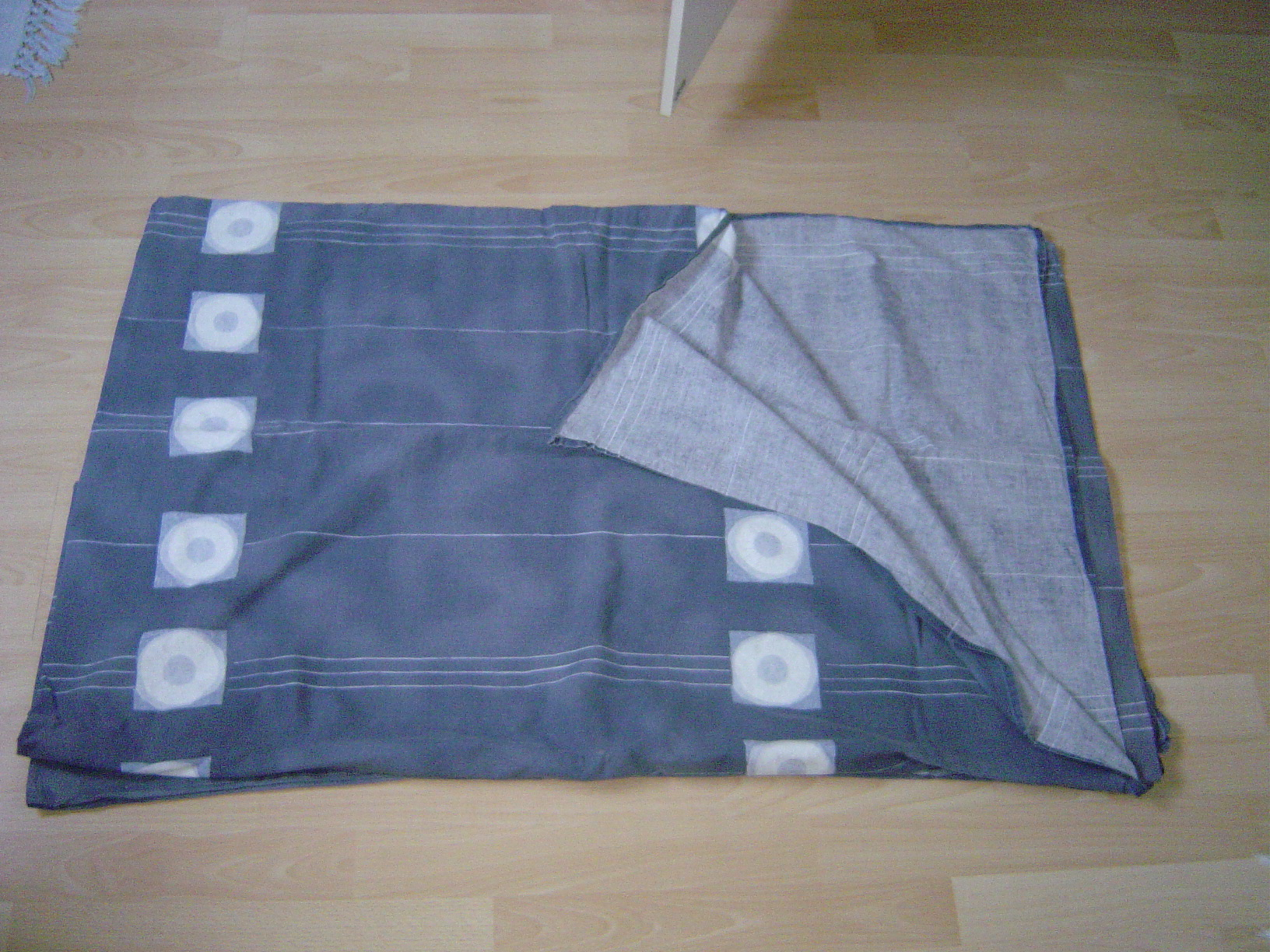
Una funda nòrdica amb una part doblegada per mostrar l'interior

El gran avantatge és que la funda nòrdica és més lleugera i també menys voluminosa que un edredó, i es pot rentar a la rentadora tradicional ; més econòmica, i permet canviar regularment la decoració de l'habitació. La majoria de les fundes nòrdiques estan fetes de 100% cotó o una barreja de fibres de polièster i cotó. També hi ha models en setí o lli.
És una peça tèxtil habitualment rectangular que està cosida per tres costats. El costat que queda lliure s'utilitza per introduir-hi un farciment. Aquest farciment pot estar elaborat amb ploma, plomissol, fibres sintètiques o llana. El farciment té diferents gramatges, és a dir, pesos, i és el responsable que no s'escapi la calor del llit. La funda nòrdica s'ha posat molt de moda a moltes llars perquè es pot utilitzar a totes les estacions de l'any. També facilita el procés de fer el llit i es pot prescindir de fer servir llençols.

## Fabricació
Després de l'evolució de la indústria tèxtil, la gran majoria de fundes nòrdiques es fabriquen en països emergents (Xina, Índia, Pakistan i Turquia), grans productors de cotó i amb un cost laboral inferior,
Les fundes nòrdiques produïdes en massa solen estar fetes de cotó o una barreja de cotó i polièster i es poden treure fàcilment per rentar-les a casa, mentre que un nòrdic pot ser car i difícil de netejar. Les fundes nòrdiques es poden fer amb dos llençols o panells de tela cosits junts.

## Història
Protegir-se de fred sempre ha estat una preocupació de l'ésser humà. Se'n té constància que sobre l'any 3000 a. C. la civilització xinesa ja utilitzava sacs farcits per cobrir-se a la nit. Era una pràctica només reservada a les classes més altes.
Al segle I a. C., al nord d'Europa, ja es van utilitzar plomes per cobrir el cos i protegir-lo. Es va observar que les aus, especialment ànecs i oques, nedaven per les gèlides aigües dels mars i oceans i es va deduir que les seves plomes podien constituir un perfecte aïllant tèrmic. Així als països nòrdics (d'aquí el seu nom, funda nòrdica) es van utilitzar sacs farcits de plomes. Per a més comoditat i confort es col·locava un sac damunt i un altre sota com a matalàs.
No va ser fins a principis del segle xviii que la resta de països europeus va descobrir la primitiva funda nòrdica. Va ser un viatger anomenat Pablo Rycaunt que, no obstant, no va tenir èxit entre els seus compatriotes anglesos. Un segle després, un altre anglès anomenat Samuel Jonhson ho va intentar i aquesta vegada amb una mica més d'èxit en convèncer els habitants de les illes britàniques que la funda nòrdica era molt més lleugera i més còmoda que la manta. D'Anglaterra, es va popularitzar la resta d'Europa.